# Warren Parr
Warren Parr, född 25 januari 1952, är en friidrottare från Australien. Han deltog vid olympiska sommarspelen 1976.